# Promiboxen
Promiboxen sind von deutschen Medienunternehmen veranstaltete, live übertragene Boxveranstaltungen mit prominenten Persönlichkeiten. Das Konzept stammt aus den USA.

## Raab – Halmich

### 2001
Erstmals boxten Prominente beim Fernsehsender ProSieben im deutschen Fernsehen. Das TV total Boxen Extra am 22. März 2001 im Capitol Fernsehstudio – unter dem Titel Schluss mit lustig! über fünf Runden à 2 Minuten – gewann Regina Halmich. Stefan Raab trat in einem ersten Auftritt dieser Art gegen eine professionelle Boxerin an, was nicht dem eigentlichen Konzept des Formats entspricht und womit er die Niederlage im Grunde schon im Voraus in Kauf nahm. Das Event sahen 38,1 % der Gesamt- und 55,6 % der Zuschauer zwischen 14 und 49 Jahren.
- Stefan Raab – Regina Halmich (Punktsieg)

### 2007
Im Rahmen der McFit Fight Night auf ProSieben kam es am 30. März 2007 unter dem Titel Die Rückkehr der Killerplauze zur „Revanche“ zwischen Stefan Raab und Regina Halmich. Den Kampf über sechs Runden à 2 Minuten in der Kölnarena konnte erneut Halmich für sich entscheiden. Die TV-Übertragung fand eine Quote von 34,9 % beim Gesamt- und 43,5 % beim jüngeren Publikum.
- Stefan Raab – Regina Halmich (Punktsieg)

### 2024
Ein dritter von Raab Entertainment produzierter Boxkampf wurde als Der Clark Final Fight am 14. September 2024 live bei RTL ausgestrahlt. Damit trat Raab erstmals seit dem Ende seiner aktiven Fernsehkarriere knapp neun Jahre zuvor wieder vor die Kamera. Im April 2024 war eine diesbezügliche Ankündigung Raabs über Instagram und TikTok erfolgt. 25,8 % Zuschauer vom Gesamtpublikum und 52,9 % des jüngeren schalteten sich ein. Den Kampf im Düsseldorfer PSD Bank Dome vor 13.000 Gästen entschied Halmich nach wiederum sechs Runden à 2 Minuten für sich (Wertungen der drei Punktrichter: 60:53, 59:54, 59:54).
- Stefan Raab – Regina Halmich (Punktsieg)

## RTL Promiboxen

### 2002
Erstmals veranstalteten der Kölner Privatsender RTL Television und die Kölner TV-Produktionsfirma Brainpool im Oktober 2002 im Kölner Coloneum das Promiboxen. Die Kämpfe wurden über fünf Runden à 2 Minuten durchgeführt.
- Michaela Schaffrath – Doro Pesch (Punktsieg)
- Ralf Richter – Joey Kelly (Mittelgewicht; Punktsieg)
- Claude-Oliver Rudolph – Pierre Geisensetter (Schwergewicht; TKO Runde 4)

Die Gewinner der Kämpfe sind in Fettdruck angegeben.

### 2003
Die Kämpfe waren wieder auf fünf Runden à 2 Minuten angesetzt. Die erfolgreichen Teilnehmer an Deutschland sucht den Superstar, Daniel Küblböck und Alexander Klaws, gaben Gesangseinlagen zwischen den Kämpfen. Spengemann sprang kurzfristig als Ersatz ein.
- Mola Adebisi – Fabian Harloff (Punktsieg)
- Tanja Szewczenko – Samantha Fox (Punktsieg)
- Detlef Soost – Carsten Spengemann (Schwergewicht; TKO Runde 3)

### 2004
Am 1. Mai 2004 um 21:15 Uhr fand das dritte Promiboxen bei RTL statt. Erstmals ging der Schwergewichtskampf über die volle Länge. Erneut wurde die Sendung von Kai Ebel moderiert. Kommentatoren waren Tobias Drews und Axel Schulz. Ringreporterin war Verona Feldbusch.
- Dustin Semmelrogge – Daniel Lopes (K.o. Runde 3)
- Juliane Ziegler – Kelly Trump (Punktsieg)
- Willi Herren – Nana Abrokwa (Schwergewicht; Punktsieg)

Das dritte Promiboxen verfolgten 3,56 Millionen Zuschauer, was einem Gesamtmarktanteil von 14,8 Prozent entspricht.

## Das große ProSieben Promiboxen

### 2012
Nach 2001, 2007 und drei Promibox-Veranstaltungen beim Privatsender-Konkurrenten RTL Television wurde das Promiboxen erstmals von ProSieben veranstaltet. Die Veranstaltung fand am 31. März 2012 im Castello Düsseldorf statt, moderiert von Matthias Killing. Hinzu kamen Charlotte Engelhardt als Reporterin und Kickboxweltmeisterin Christine Theiss, die ihr Fachwissen beisteuerte. Ivy Quainoo präsentierte anlässlich des Abends in einem Showact die Weltpremiere ihres Songs You Got Me. Trainiert wurden die prominenten Kämpfer von Sven Ottke, Regina Halmich und anderen Ex-Profis. Bei den Männern wurden 5 Runden à 2 Minuten geboxt, das Frauenduell ging über 3 Runden à 90 Sekunden.
- Daniel Aminati – Nico Schwanz (TKO Runde 4)
- Jay Khan – Martin Kesici (Punktsieg)
- Indira Weis – Micaela Schäfer (Punktsieg)
- Lars Riedel – Jared Hasselhoff[16][17]

Die Gewinner der Kämpfe sind in Fettdruck angegeben.

### 2014
Nachdem das Promiboxen 2013 bei Sat.1 zu sehen gewesen war, wechselte die Show 2014 wieder zu ProSieben. Die Veranstaltung fand am 27. September 2014 erneut im Castello Düsseldorf statt. Matthias Killing, Andrea Kaiser und Boxer Axel Schulz moderierten Sendung. Die Runden gingen über eine zu 2013 unveränderte Distanz.
Vor der letzten Auseinandersetzung traten die Guano Apes auf.
- Christian Tews – Jan Kralitschka (unentschieden)
- Thorsten Legat – Trooper Da Don (Punktsieg)
- Melanie Müller – Jordan Carver (Punktsieg)
- Lucas Cordalis – Marcus Schenkenberg (TKO Runde 4)

## Das große Sat.1 Promiboxen

### 2013

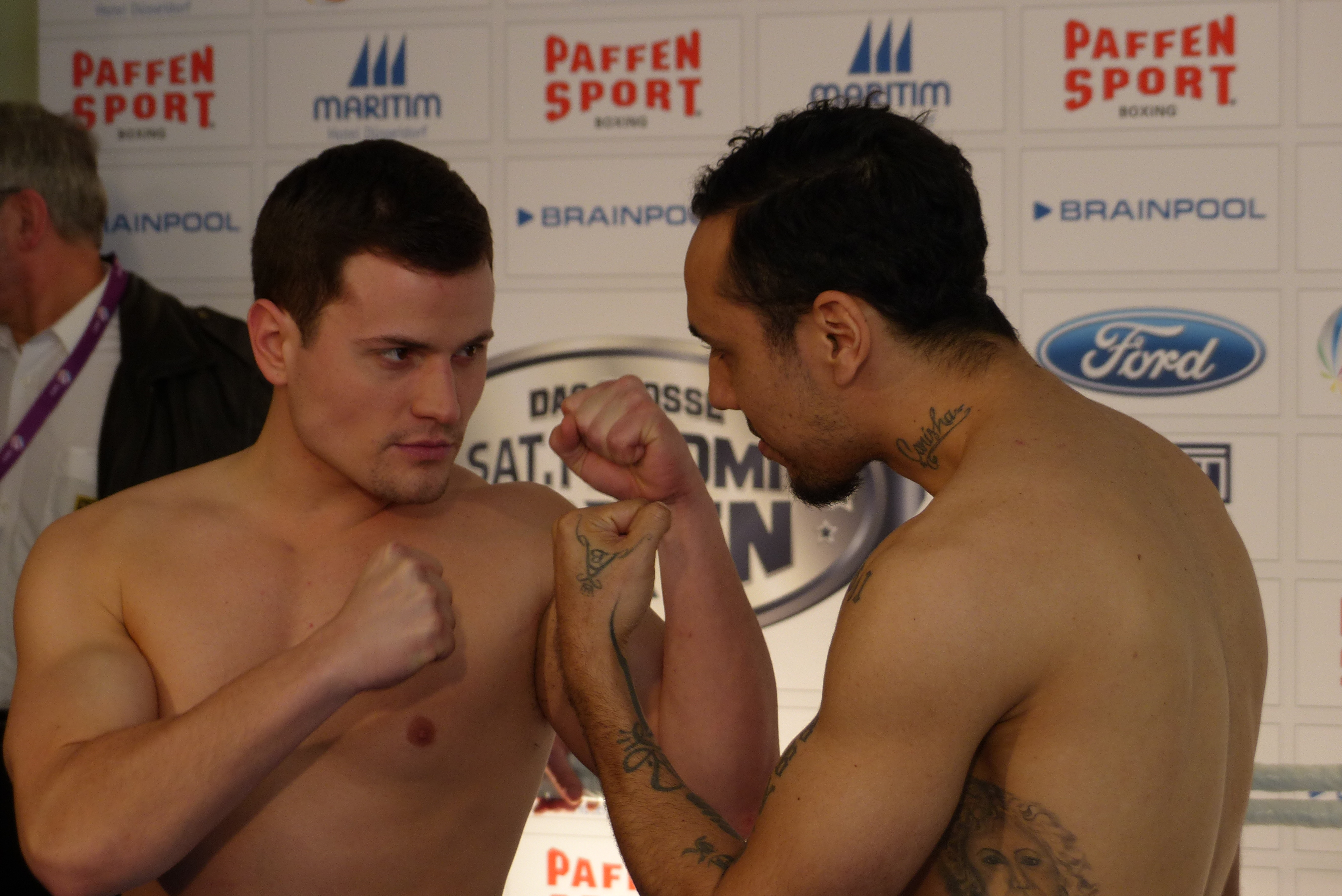
Rocco Stark und B-Tight beim Offiziellen Wiegen zum Promiboxen 2013

Das im Vorjahr vom Schwestersender ProSieben veranstaltete Promiboxen wechselte 2013 zum Sender Sat.1 und fand am 8. März 2013 statt. Ringsprecher war Michael Buffer. Die Moderation übernahmen Matthias Killing, Christine Theiss und Axel Schulz. Matthias Preuß kommentierte die Kämpfe. Die Interviews wurden von Charlotte Würdig durchgeführt. Veranstaltungsort war wie im Vorjahr das Castello Düsseldorf. Die Kämpfe fanden in 6 Runden à 2 Minuten bei den Männern und 4 Runden à 90 Sekunden bei den Frauen statt:
- Georgina Fleur – Marlene Tackenberg („Jazzy“) (Punktsieg)
- Mola Adebisi – Sebastian Deyle (K.o. Runde 1)
- Rocco Stark – B-Tight (TKO Runde 5)
- Nadja Abd el Farrag – Tessa Bergmeier (TKO Runde 2)
- Daniel Aminati – Mehrzad Marashi (TKO Runde 3)

Die Gewinner der Kämpfe sind in Fettdruck angegeben.

### 2020
Das 2020 Promiboxen fand erstmals an zwei Abenden statt. Während Matthias Killing, Melissa Khalaj und Sarah Valentina Winkhaus die beiden Ausgaben moderierten, kommentierten Tobias Drews und Florian Schmidt-Sommerfeld die Boxkämpfe. Ringsprecher war Kai Pätzmann. Die Kämpfe der Männer waren in 5 Runden à 2 Minuten aufgeteilt, die Frauen-Kämpfe fanden in 4 Runden à 1,5 Minuten statt.
Es gab folgende Kämpfe:
- 18. September 2020
  - Carina Spack – Jade Übach (Punktsieg)
  - Oliver Sanne – Yasin Cilingir (Punktsieg)
  - Gisele Oppermann – Doreen Dietel (TKO Runde 2)
  - Marcellino Kremers – Stephan Jerkel (TKO Runde 2)
  - Matthias Mangiapane – Julian F. M. Stoeckel (TKO Runde 2)

- 25. September 2020
  - Paul Janke – Filip Pavlović (K.o. Runde 1)
  - Yvonne König – Giulia Siegel (TKO Runde 1)
  - Ennesto Monté – Domenico de Cicco (Punktsieg)
  - Sam Dylan – Serkan Yavuz (TKO Runde 4)
  - Anastasiya Avilova – Elena Miras (Punktsieg)

## Fame Fighting

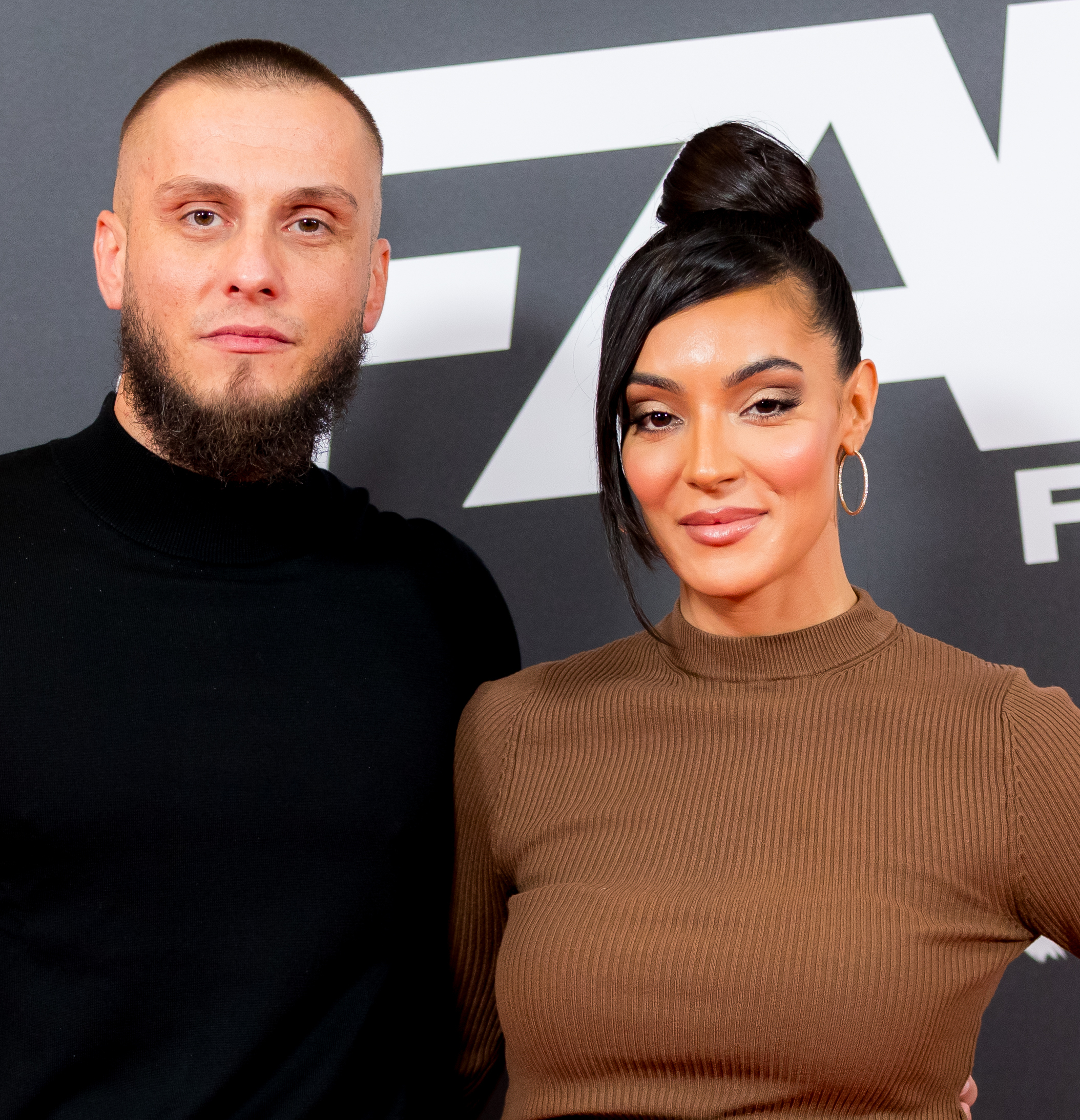
Organisator und Co-Moderator Eugen Lopez neben Moderatorin Valentina Maceri

### 2023

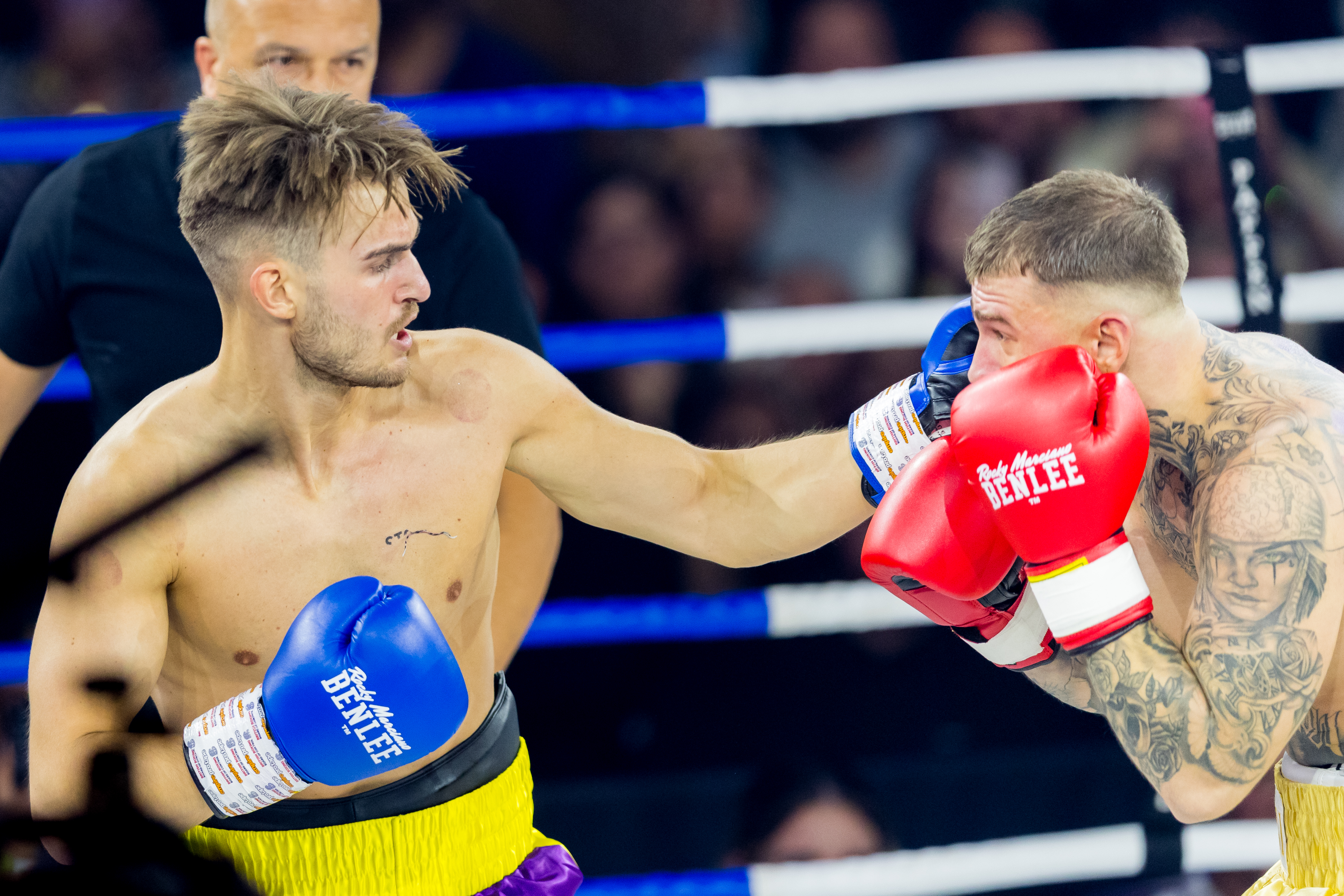
Im Kampf der Sommerhausbewohner siegte Can Kaplan (links) gegen Gigi Birofio

Am 4. November 2023 veranstaltete die Bild ein Promiboxen unter dem Titel Fame Fighting. Bild+-Abonnenten, die den Live-Stream am Abend verfolgen wollten, hatten noch 5 Euro für einen „FightPass“ zu entrichten. Die Kämpfe im Maritim Hotel Bonn gab es danach als Aufzeichnungen zu sehen. Die Prominenten waren bis auf die kurzfristig eingesprungene Influencerin Sima Milena Teilnehmer an Reality-TV-Shows, wie auch der Organisator Eugen Lopez. Valentina Maceri moderierte.
Für die Kämpfe wurden 3 Runden à 3 Minuten angesetzt, für die beiden Hauptkämpfe 5 Runden à 3 Minuten.
- Romina Mina – Vanessa Kovtun (Federgewicht; TKO Runde 2)
- Jakub Merlan-Jarecki – Paco Herb (Cruisergewicht; verletzungsbedingte Aufgabe)
- Julia Römmelt – Sima Milena (Federgewicht; Punktsieg)
- Carina Spack – Jessica Fiorini (Federgewicht; TKO Runde 2)
- Sebastian Pannek – Andrej Mangold (Schwergewicht; TKO Runde 2)
- Mike Heiter – Eric Sindermann (Schwergewicht; K.o. Runde 1)
- Kevin Njie – Nicolas Nizou (Halbschwergewicht; Punktsieg)
- Gigi Birofio – Can Kaplan (1. Hauptkampf; Halbschwergewicht; TKO Runde 3)
- Aleks Petrovic – Diogo Sangre (2. Hauptkampf; Superschwergewicht; TKO Runde 2)

Die Gewinner der Kämpfe sind in Fettdruck angegeben.

### 2024

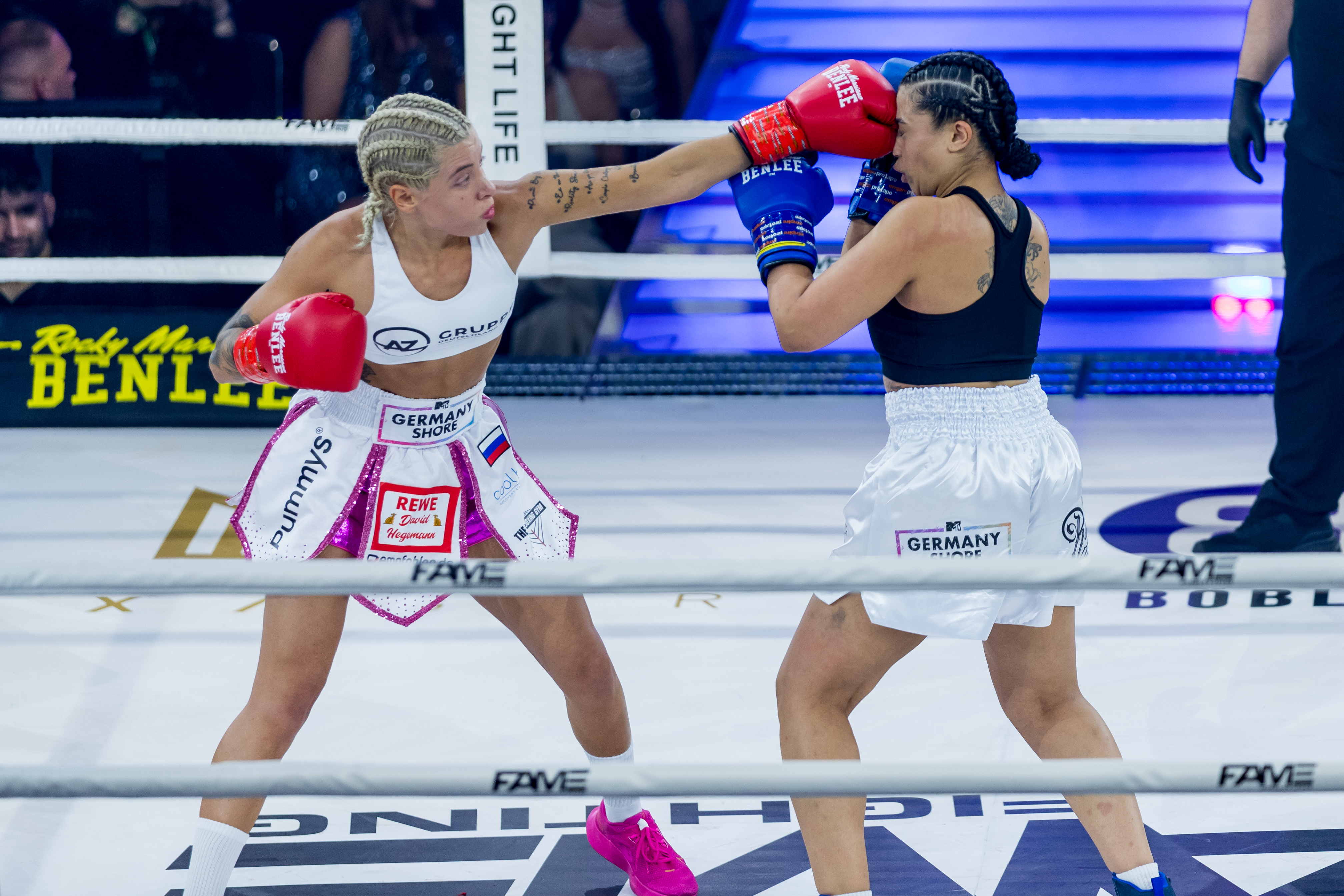
Walentina Doronina hatte gegen Hati Suarez die größere Reichweite

Am 9. November 2024 fand Fame Fighting 2 erneut im Maritim Hotel Bonn statt. Erneut traten Teilnehmer an deutschen Reality-TV-Serien an, die zum Teil schon bei der Vorjahrsveranstaltung boxten. Für Eric Stehfest sprang kurzfristig der aus dem britischen Reality-TV bekannte Callum Izzard ein. Alle Kämpfen gingen über 3 Runden à 3 Minuten. Valentina Maceri und Eugen Lopez moderierten wieder, Céline Behringer führte VIP-Interviews.
- Bocc Özsu – Max Wilschrey (Schwergewicht; TKO Runde 1)
- Juliano Fernandez – Tobias Pietrek (Schwergewicht; Punktsieg)
- Jakub Merlan-Jarecki – Kevin Njie (Cruisergewicht; Punktsieg)
- Chris Broy – Aleks Petrovic (Superschwergewicht; TKO Runde 1)
- Marvin Manson – Callum Izzard (Schwergewicht; Punktsieg SD)
- Eva Benetatou – Emmy Russ (Minimumgewicht; Punktsieg)
- Jonathan Steinig – Tommy Pedroni (Schwergewicht; K.o. Runde 1)
- Hati Suarez – Walentina Doronina (Federgewicht; TKO Runde 3)
- Bobby Chambers – Diogo Sangre (Hauptkampf; Cruisergewicht; Punktsieg)

Die Gewinner der Kämpfe sind in Fettdruck angegeben.

## Einschaltquoten
| Jahr | Titel                          | Sender    | Datum    | Uhrzeit | Zuschauer (Mio.) * | Zuschauer (Mio.) * | Marktanteil (%) * | Marktanteil (%) * | Quelle        |
| Jahr | Titel                          | Sender    | Datum    | Uhrzeit | Gesamt             | 14 – 49 Jahre      | Gesamt            | 14 – 49 Jahre     | Quelle        |
| ---- | ------------------------------ | --------- | -------- | ------- | ------------------ | ------------------ | ----------------- | ----------------- | ------------- |
| 2001 | TV total Boxen Extra           | ProSieben | 22. März | 22:15   | 7,37               | 5,46               | 38,1              | 55,6              | [ 25 ]        |
| 2002 | RTL Promiboxen                 | RTL       | 26. Okt. | 21:15   | 5,28               | 3,20               | 19,9              | 27,3              | [ 25 ]        |
| 2003 | RTL Promiboxen                 | RTL       | 17. Mai  | 21:15   | 5,33               | 3,01               | 22,3              | 28,8              | [ 26 ]        |
| 2004 | RTL Promiboxen                 | RTL       | 1. Mai   | 21:15   | 3,56               | TBA                | 14,8              | 18,6              | [ 27 ] [ 28 ] |
| 2007 | McFit Fight Night              | ProSieben | 30. März | 22:37   | 7,74               | 4,32               | 34,9              | 43,5              | [ 5 ]         |
| 2012 | Das große ProSieben Promiboxen | ProSieben | 31. März | 20:15   | 2,72               | 1,92               | 10,1              | 18,4              | [ 29 ]        |
| 2013 | Das große Sat.1 Promiboxen     | Sat.1     | 8. März  | 20:15   | 2,42               | 1,41               | 9,1               | 14,7              | [ 30 ]        |
| 2014 | Das große ProSieben Promiboxen | ProSieben | 27. Sep. | 20:15   | 1,54               | 0,99               | 6,0               | 10,5              | [ 31 ]        |
| 2020 | Das große Sat.1 Promiboxen     | Sat.1     | 18. Sep. | 20:15   | 1,07               | 0,51               | 5,0               | 8,2               | [ 32 ]        |
| 2020 | Das große Sat.1 Promiboxen     | Sat.1     | 25. Sep. | 20:15   | 1,46               | 0,69               | 6,2               | 10,8              | [ 32 ]        |
| 2024 | Der Clark Final Fight          | RTL       | 14. Sep. | 20:15   | 5,90               | 2,95               | 25,8              | 52,9              | [ 33 ]        |

* Fettgedruckt: Höchster (schwarz) und niedrigster (rot) Wert in dieser Kategorie